# (73703) Billings
(73703) Billings est un astéroïde de la ceinture principale.

## Description
(73703) Billings est un astéroïde de la ceinture principale. Il fut découvert le 6 octobre 1991 à l'observatoire Palomar par Andrew Lowe. Il présente une orbite caractérisée par un demi-grand axe de 3,08 UA, une excentricité de 0,05 et une inclinaison de 10,7° par rapport à l'écliptique.

## Compléments